# Васильев, Александр Семёнович (астроном)
Александр Семёнович Васильев (31 августа (12 сентября) 1868 — 4 марта 1947) — российский советский астроном и геодезист.

## Биография
Родился 31 августа (12 сентября) 1868 года в Николаеве Херсонской губернии (ныне Николаевская область на Украине) в семье морского инженера-механика.
Окончив в 1888 году Николаевскую Александровскую гимназию поступил на физико-математический факультет Новороссийского университета в Одессе. Уже в университете начал свою научную деятельность: занимался исследованием вращения Венеры. В 1895 году окончил университет с дипломом первой степени и в 1896 году был направлен в Пулково — в Главную астрономическую обсерваторию, где и проработал всю свою жизнь.
В 1899—1900 гг. в качестве заместителя начальника принял участие в русско-шведской экспедиции градусного измерения на острове Шпицберген. Под руководством Васильева и с его непосредственным участием были установлены сигналы и произведены астрономо-геодезические наблюдения на нескольких пунктах основной сети. Васильевым была составлена карта острова Западный Шпицберген масштаба 1:21000.
По окончании экспедиции А. С. Васильев занимался обработкой полученных материалов и в 1915 году в Одессе издал книгу о работе экспедиции «На Шпицберген и по Шпицбергену во время градусного измерения» (С картой и 20 фот. на мел. бумаге. — Одесса: «Коммерч. тип.» Б. И. Сапожникова, 1915. — X, 141 с., [15] л. ил.).
С 1903 года он беспрерывно работал на Пулковской обсерватории. Исследовал на пассажном инструменте колебания широты по наблюдениям прохождений звёзд через плоскость первого вертикала.
Также он много внимания уделял педагогической деятельности. В 1919 году Новороссийский университет избрал его почётным доктором астрономии и геодезии.
В 1920—1924 гг. А. С. Васильев занимал должность старшего руководителя геодезистов Военно-инженерной академии и гидрографов Морского ведомства.

## Награды
- Орден Святой Анны II степени
- Орден Святого Владимира IV степени
- орден Трудового Красного Знамени (10.06.1945)

## Память
Именем А. С. Васильева были названы:
- ледник на юго-востоке о. Западный Шпицберген (ледник Александра, архипелаг Шпицберген, 78°50′ с.ш., 18°00′ в.д.)[3].
- ледник Васильева (архипелаг Шпицберген, 76°40′ с.ш., 16°30′ в.д., название леднику присвоено в 1899—1901 гг.)[4].
- горы на восточном побережье о. Западный Шпицберген (горы Васильева, архипелаг Шпицберген, 78°40′ с.ш., 20°30′ в.д., название присвоено в 1899—1901 гг. по фамилии зам. начальника русской градусной экспедиции А. С. Васильева)[4].
- перевал Васильева в северо-западной части Земли Серкапп на о. Западный Шпицберген (открыт и назван 3 апреля 1900 года); (по другим данным, перевал на архипелаге Шпицберген 76°50′ с.ш., 16° в.д. был назван в 1899—1901 гг. в честь участника русской градусной экспедиции матроса Васильева[4]).

Экспедиции А. С. Васильева на Шпицберген посвящён художественный фильм «Архипелаг» (2021).
В честь сестры А. В. Васильева Татьяны Семёновны Васильевой названы:
- гора Татьяны (Баренцево море, архипелаг Шпицберген, 76°50′ с.ш., 16°30′ в.д., название присвоено участниками русской градусной экспедиции на Шпицберген в 1899—1901 гг.).
- перевал Татьяны (Баренцево море, архипелаг Шпицберген, 76°55′ с.ш., 16°40′ в.д., название присвоено участниками русской градусной экспедиции на Шпицберген в 1899—1901 гг.).

## Избранная библиография
- Окончательное определение орбиты кометы 1895. III : [Доложено в заседании Физ.-мат. отд-ния 20 февраля 1897 г.] — СПб.: тип. Имп. Акад. наук, 1897. — 505—540 с.
- Влияние формы и приливов земной атмосферы на зенитные расстояния светил // «Известия Российской акад. наук». — 1919. Т. 13. Ч. 1. № 3.
- Выгоднейшие организации приведения горизонтальных направлений к центру. — [Ленинград], 1925. — [24] с.
- Надежнейший метод определения достоинства трубчатых уровней и достоинства их исследования: (Представлено акад. А. А. Белопольским в заседании Отд-ния физ.-мат. наук 26 апреля 1917 г.) / [Соч.] А. С. Васильева. — [Ленинград], [1925]. — 699—710 с.
- Оценка достоинства методов автора, В. Струве и Н. Цингера при исследовании трубчатых уровней: (Представлено акад. А. А. Белопольским в заседании Отд-ния физ.-мат. наук 27 мая 1917 г.) / [Соч.] А. С. Васильева. — [Ленинград], [1926]. — 85—112 с.: табл.
- Нереальная оценка точности нивелирований горизонтальной оси в пассажных инструментах. Ч. 1—3 // «Известия Акад. наук СССР. Отд. физ.-мат. наук». — 1928. — № 2. — С. 151—172; № 3. — С. 215—240; № 4—5. — С. 303—318.
- Условия надёжного нивелирования горизонтальной оси в пассажных инструментах // «Известия Акад. наук СССР. Отд. физ.-мат. наук». — 1928. — № 4—5.
- Значение величины, измеренной по нескольким эталонам несколькими наблюдателями. — [Ленинград], 1929. — [12] с.
- Математическое выражение технических особенностей русской триангуляции в Шпицбергенском градусном измерении. — 1929. — [18] с. вкл. ил.
- Уточнение результатов измерений посредством организации. — [Ленинград], 1929. — 17 с.
- Колебания широты Пулкова в 1896, 3—1902, 3 гг., по наблюдениям А. Д. Педашенко в первом вертикале на пассажном инструменте. — Л., 1936. — 91 с. — (Труды Главной астрономич. обсерватории в Пулкове. — Ser. 2. Vol. 48).